# Домановичи (Гомельская область)
Дома́новичи (бел. Дама́навічы) — агрогородок Калинковичского района Гомельской области Беларуси. Административный центр Домановичского сельсовета.

## Этимология
Вероятно, название Домановичи произошло от слова «домницы». В Калинковичском районе существуют населённые пункты, название которых связано с существовавшими небольшими предприятиями по выплавке железа из болотной руды: Рудня Антоновская, Есипова Рудня, Рудня Горбовичская, Руденька, Рудница.

## География

### Расположение
В 29 км на север от Калинкович, 7 км от железнодорожной станции Холодники (на линии Жлобин — Калинковичи), 151 км от Гомеля.

### Гидрография
Через деревню течёт река Неначь.

## История
Известна с XVI века как великокняжеская собственность, деревня в Мозырском повете Минского воеводства Великого княжества Литовского. В 1774 году обозначена в сведениях о границах деревни из соседними селениями.
В 1793 году, после 2-го раздела Речи Посполитой — в составе Российской империи. По переписи 1795 года пожаловано Андрею Сидоровичу Михайлову. В 1805–1872 годах имением владел Иван Андреевич Михайлов, в 1872–1896 — Владимир Иванович Михайлов, в 1894–1917 — Михаил и Андрей Николаевичи Шишкины.
С 1849 года работала винокурня. В 1862 году открыто Земское народное училище, которое разместилось в наёмном крестьянском доме. В 1904 году для училища построено двухэтажное кирпичное здание. В 1918 году народное училище преобразовано в советскую школу 1-й ступени. В 1930-е годы к зданию школы пристроены 2 боковых крыла, а в 1960-е годы — двухэтажный корпус.
В 1865–1866 годах начался выкуп земли крестьянами. С 1 августа 1866 года крестьяне имения, вместо оброка, переведены на выкупные платежи.
С 1885 года — центр Домановичской волости. В 1897 году действовали хлебозапасный магазин, церковно-приходская школа, народное училище, две лавки. Рядом находились одноимённая усадьба и фольварк с винокурней.
9 мая 1919 года польские легионеры учинили еврейский погром, в результате которого погибли 6 человек. 13 января 1924 года организована сельхозартель.
С 20 августа 1924 года — центр Домановичского сельсовета Калинковичского района, с 27 сентября 1930 года —Мозырского, с 12 марта 1935 года — Домановичского, с 20 января 1960 года — вновь Калинковичского района Мозырского округа до 27 июля 1930 года, и с 21 июня 1935 года по 20 февраля 1938 года, а с 20 февраля 1938 года Полесской области, с 8 января 1954 года — Гомельской.
В начале 20-х годов в местечке была открыта больница, отделение связи. В августе 1924 организовано товарищество по совместной обработке земли, которое возглавил агроном Андрущенко, позже названное коммуной. Границы её были тесноваты для крупного хозяйства, и в 1926 году создан колхоз «Новые Домановичи».
В 1929 году организован колхоз «Авангард», работали паровая мельница, 2 круподёрки, кузница, библиотека, лесопилка. В 1932 году создана МТС 12 февраля 1935 года организован Домановичский район, а деревня Домановичи становится его центром (в послевоенное время до ликвидации района 20 января 1960 года его центрам было местечко, а с 17 ноября 1959 года, городской посёлок Озаричи). Начальная школа в 1930-х годах преобразована в 7-летнюю (в 1935 году 322 ученика). С 15 июля 1935 года по 27 сентября 1938 года местечко, затем опять отнесена к поселениям сельского типа.

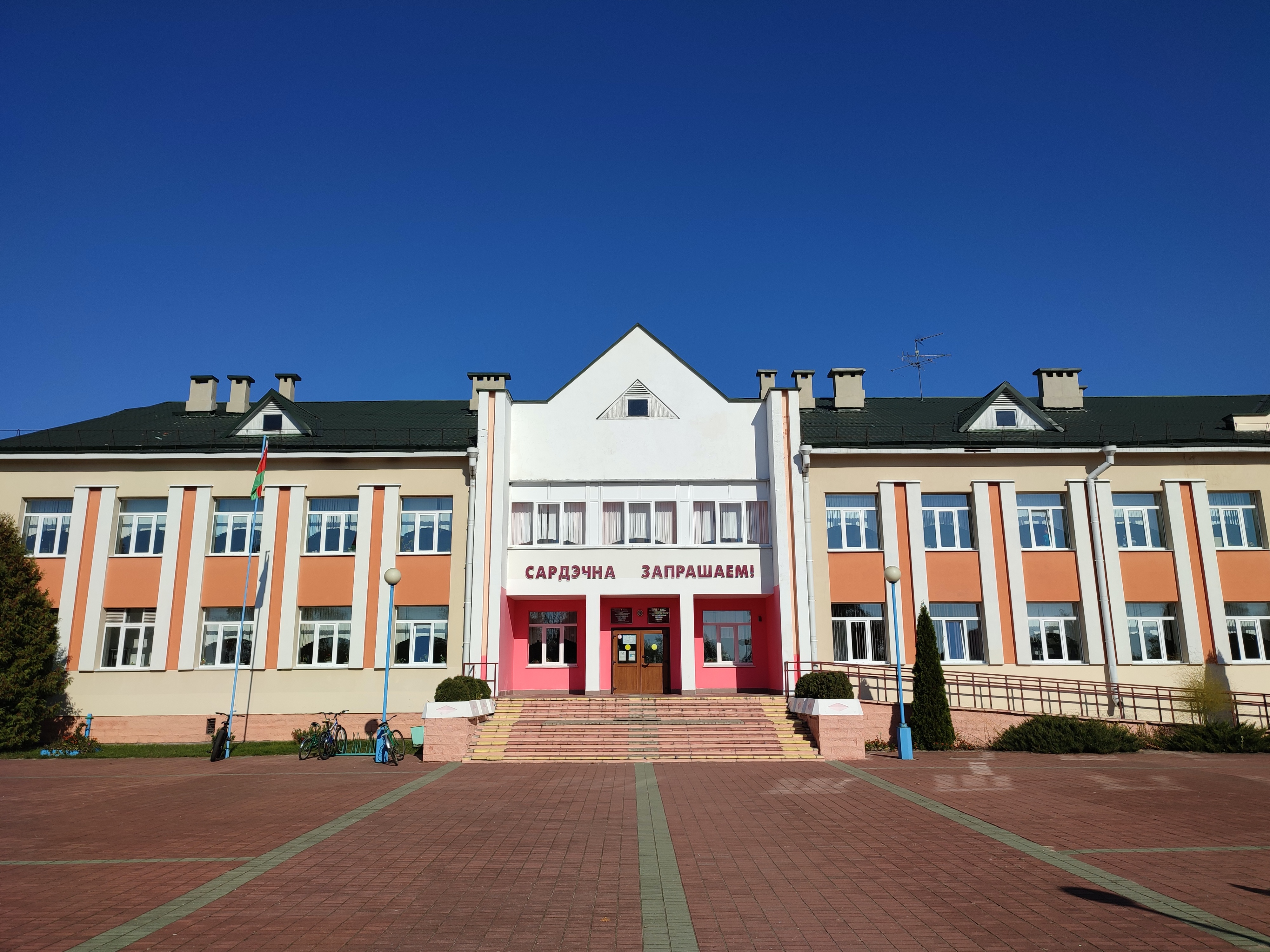

Во время Великой Отечественной войны в лесах около деревни базировались Домановичские подпольные райкомы КП(б)Б и ЛКСМБ, 101-я Домановичская партизанская бригада. Оккупанты создали в деревне свой гарнизон, разгромленный партизанами. На фронтах и в партизанской борьбе погибли 74 жителя Домановичского сельсовета, в память о них в 1969 году на кладбище установлен памятник. Установлены мемориальные доски на здании клуба в честь Домановичских подпольных райкомов КП(б)Б и ЛКСМБ, 101-й Домановичской партизанской бригады, на здании школы — в честь памяти комиссара Домановичского партизанского отряда Надежды Николаевны Денисович, которая училась в этой школе. Оккупанты частично сожгли деревню. В боях за деревню в 1943–1944 годах погибли 75 советских солдат и партизан (похоронены в братской могиле на кладбище). Освобождена 12 января 1944 года частями 75-й гвардейской стрелковой дивизии. 66 жителей погибли на фронтах.
В 1944 году открыт детский дом для детей-сирот. В 1966 году к деревне присоединены деревни Анисовичи и Лампеки. В 1971 году — центр колхоза имени М. И. Кутузова, располагались овощесушильный завод, хлебопекарня, комбинат бытового обслуживания, средняя школа, клуб, библиотека, детский сад, фельдшерско-акушерский пункт, ветеринарный участок, отделение связи.
В 2006 г. получил статус агрогородка.

## Население

### Численность
- 2004 год — 254 хозяйства, 705 жителей.

### Динамика
- 1811 год — 26 дворов, 135 жителей.
- 1850 год — 35 дворов.
- 1897 год — 92 двора, 679 жителей (согласно переписи).
- 1921 год — 159 хозяйств, 1125 жителей.
- 1959 год — 321 житель (согласно переписи).
- 1971 год — 253 двора, 779 жителей.
- 2004 год — 254 хозяйства, 705 жителей.

## Транспортная сеть
Транспортные связи по просёлочной, затем автомобильной дороге Калинковичи — Бобруйск. Планировка состоит из 2 длинных, криволинейных улиц, ориентированных с юго-запада на северо-восток Застройка двусторонняя, преимущественно деревянная усадебного типа. Одна из улиц названа в честь К. Ф. Ефимова — одного из организаторов и руководителей подполья в городе Калинковичи во время Великой Отечественной войны. В деревню переселены жители из загрязнённых радиацией после катастрофы на Чернобыльской АЭС мест, преимущественно из деревни Вепры Наровлянского района, для которых в 1988-92 годах построены кирпичные дома на 50 семей.

## Культура
- Дом культуры
- Музей ГУО "Домановичская средняя школа"

## Достопримечательность

### Михайловская церковь
К 1815 году первая деревянная церковь пришла в полную ветхость. Документом «О разрешении постройки в селе Домановичи новой церкви, от 11 октября 1815 года» управляющий имением Михаил Андреевич Рен обратился к епископу Могилёвскому и Витебском Даниилу с просьбой о постройке новой церкви.
Первый настоятель храма — священник Иоанн Смолич. В 1870–1880-х годах в храме служил отец Ефимий Жданович, в начале XX века — отец Александр Рожнович.
В 1930 году закрыт. В 1939 году разрушен.
В 2011–2012 годах построен новый храм из белого кирпича.

### Памятник, скульптура
- Памятник В. И. Ленину
- Мемориальная доска на здании школы, посвящённая Денисович Надежде Николаевне